# Williamstown (Kentucky)
Williamstown é uma cidade localizada no estado americano de Kentucky, no Condado de Grant e Condado de Pendleton.

## Demografia
Segundo o censo americano de 2000, a sua população era de 3227 habitantes.
Em 2006, foi estimada uma população de 3435, um aumento de 208 (6.4%).

## Geografia
De acordo com o United States Census Bureau tem uma área de
42,7 km², dos quais 41,3 km² cobertos por terra e 1,4 km² cobertos por água. Williamstown localiza-se a aproximadamente 273 m acima do nível do mar.

## Localidades na vizinhança
O diagrama seguinte representa as localidades num raio de 20 km ao redor de Williamstown.